# مذنب كوهوتك
مذنب كوهوتك هو مذنب مر بالقرب من الشمس في نهاية عام 1973، كانت التنبؤات المبكرة تٌشير بأنه من المحتمل أن يصبح أحد ألمع المذنبات في القرن العشرين، مما جذب انتباه الجمهور والصحافة على نطاق واسع إلا أن المذنب كان في النهاية أكثر قتامة بكثير من التوقعات المتفائلة.